# Aşağıoylum, Suruç
Aşağıoylum là một xã thuộc huyện Suruç, tỉnh Şanlıurfa, Thổ Nhĩ Kỳ. Dân số thời điểm năm 2011 là 2.056 người.